# Xã Massillon, Quận Cedar, Iowa
Xã Massillon (tiếng Anh: Massillon Township) là một xã thuộc quận Cedar, tiểu bang Iowa, Hoa Kỳ. Năm 2010, dân số của xã này là 308 người.